# Апра (гавань)
Апра — бухта острова Гуам, используемая как гавань военно-морского флота США в Тихом океане.

## Описание
Гавань Апра расположена на западном побережье острова Гуама (около 13°26' северной широты и 144°40' западной долготы). Аганья, крупнейший город Гуама, расположена приблизительно в шести морских милях к востоку-северо-востоку от Апры.
Апра — природная бухта, улучшенная человеком, состоящая из Внешней и Внутренней гаваней. Полуостров Ороте образует южную границу Внешней гавани. Северная сторона Внешней гавани образована волнорезом, часть которого, к западу от острова Кабрас, искусственного происхождения. Средняя высота волнореза — около 15 футов (4,6 м).
Внутренняя гавань простирается к югу от восточной части Внешней гавани. Холмы к востоку и к юго-востоку от порта защищают бухту от ветров с этих направлений, но не защищают порт с других сторон света.
Ширина входа во Внешнюю гавань Апры — около 500 ярдов (457 м), глубина — более чем 100 футов (30,5 м). Хотя Внешняя гавань имеет много областей, где глубины превышают 100 футов, в ней имеются и мелководья, а также рифы. Они расположены в восточной части гавани, поблизости от входа во Внутреннюю Гавань.
Дно гавани очень хорошее, песчаное.
Причал «K», служащий для погрузки боеприпасов, расположен на южной стороне Внешней Гавани, приблизительно в 1200 ярдах к востоку от входа в гавань. В результате специально проведённой выемки грунта, глубины рядом с Причалом K составляют теперь 45÷50 футов (от 13,7 до 15,2 м).
Осадка судов, входящих во Внутреннюю гавань, не должна превышать 9,8 м.
Большинство кораблей и плавсредств ВМС США, стоящих на якорях, располагаются при NAVACTS, на западной стороне Внутренней гавани.
В обоих гаванях Апры имеется в общей сложности 21 бочка для швартовки кораблей и судов.

## Военно-морская база
После 1998 года в ВМБ Апра был установлен плавучий док, приспособленный для ремонта крупных военных кораблей, включая такие крупные, как универсальные десантные корабли типа «Тарава».
В январе 2001 было принято решение о размещение на Гуаме до трёх быстроходных многоцелевых атомных подводных лодок. Первая из подводных лодок перешла на базирование в Апру в ноябре 2002 года.
Размещение атомных субмарин на Гуаме позволяет им быть ближе к Дальневосточному ТВД, тем самым увеличивая продолжительность выполнения миссий по боевому патрулированию вод Тихого океана.
На июнь 2004 года на ВМБ Апра базировались 3 многоцелевые атомные подводные лодки типа «Лос-Анджелес».
Корабли, приписанные к базе:
- SSN-705 «Сити оф Корпус-Кристи»;
- SSN-713 «Хьюстон»;
- SSN-715 «Буффало».